# کمیته آمریکایی خدمات دوستان
کمیتهٔ آمریکایی خدمات دوستان (به انگلیسی: American Friends Service Committee، به‌طور مخفف AFSC) یک انجمن مذهبی از دوستان (کوئیکرها) است که برای ایجاد صلح و عدالت اجتماعی در ایالات متحده و سراسر جهان فعالیت می‌کند.
این انجمن در سال ۱۹۱۷ به عنوان یک تلاش مشترک توسط اعضای آمریکایی انجمن مذهبی دوستان برای کمک به قربانیان غیرنظامی جنگ جهانی اول تأسیس شد؛ و فعالیتهای خود را پس از آتش‌بس سال ۱۹۱۸ جهت اقدامات امدادی در اروپا و اتحاد جماهیر شوروی آغاز کرد.
کمیتهٔ خدمات دوستان آمریکایی به همراه شورای خدمات دوستان مشترکاً موفق به دریافت جایزه صلح نوبل سال ۱۹۴۷ گردیدند.